# Otelo, o Mouro de Veneza

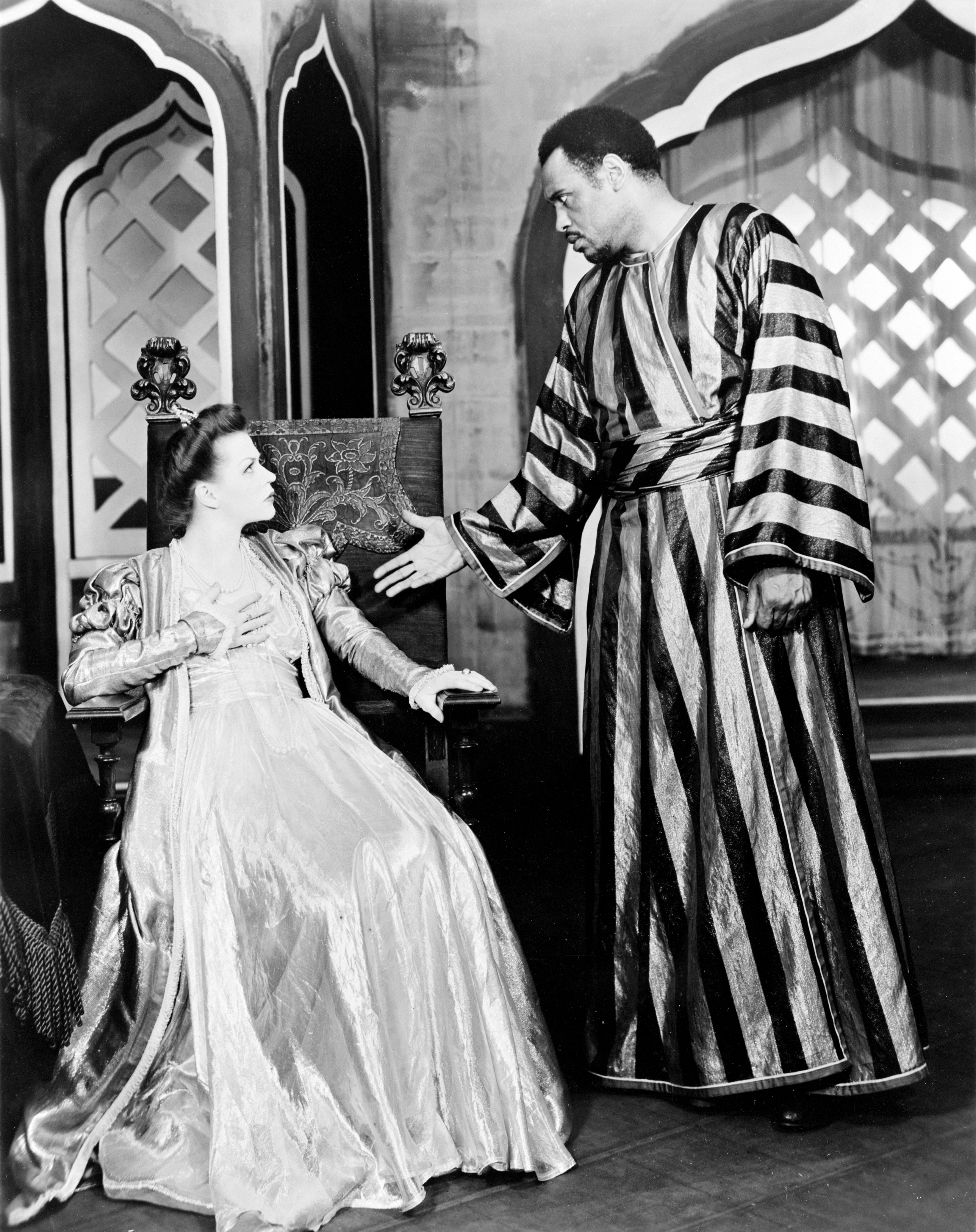
A encenação de Othello em 1943 — estrelando Paul Robeson e Uta Hagen — possui o recorde de peça mais reproduzida de Shakespeare de todos os tempos (Broadway).

Otelo, o Mouro de Veneza (no original, Othello, the Moor of Venice) é uma peça de teatro de William Shakespeare escrita por volta do ano 1603. A história gira em torno de quatro personagens: Otelo (um general mouro que serve o reino de Veneza), sua esposa Desdêmona, seu tenente Cássio, e seu sub-oficial Iago. Por causa dos seus temas variados — racismo, amor, ciúme e traição - continua a desempenhar relevante papel para os dias atuais.

## Personagens
- O Doge de Veneza.
- BRABÂNCIO (senador).
- GRACIANO (irmão de Brabâncio).
- LUDOVICO (parente de Brabâncio).
- Otelo (mouro nobre, a serviço da República de Veneza).
- CÁSSIO (seu tenente).
- IAGO (seu alferes).
- RODRIGO (fidalgo veneziano).
- MONTANO (governador de Chipre antes de Otelo).
- BOBO (criado de Otelo).
- DESDÊMONA (filha de Brabâncio e esposa de Otelo).
- EMÍLIA (esposa de Iago).
- BIANCA (amante de Cássio).
- Senadores, marinheiro, oficiais, gentis-homens, mensageiros, músicos, arautos, criados.

## Enredo
Toda a história gira em torno da traição, da inveja e da rivalidade entre os personagens. Inicia-se com Iago, alferes de Otelo, tramando com Rodrigo uma forma de contar a Brabâncio, rico senador de Veneza, que sua filha, a gentil Desdêmona, tinha relações íntimas com Otelo. Iago queria vingar-se do general Otelo porque ele promoveu Cássio, jovem soldado florentino e grande intermediário nas relações entre Otelo e Desdêmona, ao posto de tenente. Esse ato deixou Iago muito ofendido, uma vez que acreditava que as promoções deveriam ser obtidas "pelos velhos meios em que herdava sempre o segundo o posto do primeiro" e não por amizades.
Brabâncio, que deixara a filha livre para escolher o marido que mais lhe agradasse, acreditava que ela escolheria, para seu cônjuge, um homem da classe senatorial ou de semelhante. Ao tomar ciência que sua filha havia fugido para se casar com o Mouro, foi à procura de Otelo para matá-lo. No momento em que se encontraram, chegou um comunicado do Duque de Veneza, convocando-os para uma reunião de caráter urgente no senado.
Durante a reunião, Brabâncio, sem provas, acusou o Mouro de ter induzido Desdêmona a casar-se com ele por meio de bruxarias. Otelo, que era general do reino de Veneza e gozava da estima e da confiança do Estado por ser leal, muito corajoso e ter atitudes nobres, fez, em sua defesa, um simples relato da sua história de amor que foi confirmado pela própria Desdêmona. Por isso, e por ser o único capaz de conduzir um exército no contra-ataque a uma esquadra turca que se dirigia à ilha de Chipre, Otelo foi inocentado e o casal seguiu para Chipre, em barcos separados, na manhã seguinte.

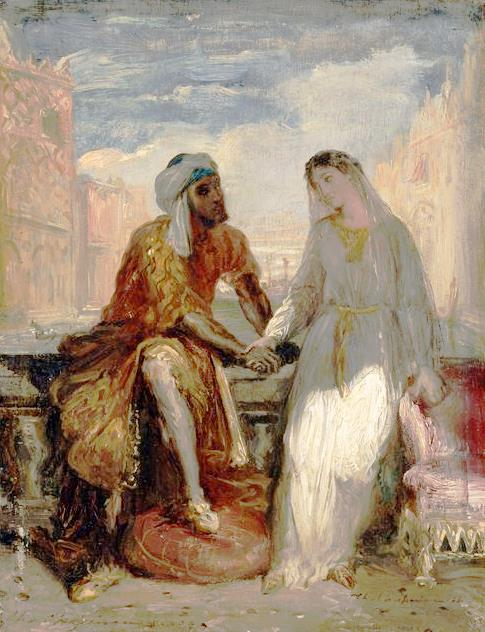
"Othello e Desdêmona em Veneza" por Théodore Chassériau (1819–1856)

Durante a viagem uma tempestade separou as embarcações e, devido a isso, Desdêmona chegou primeiro à ilha. Algum tempo depois, Otelo desembarca com a novidade que a guerra tinha acabado porque a esquadra turca fora destruída pela fúria das águas. No entanto, o que o Mouro não sabia é que na ilha ele enfrentaria um inimigo mais fatal do que os turcos.
Em Chipre, Iago, que odiava Otelo e Cássio, começou a semear a discórdia entre o casal, ou seja, concebeu um terrível plano de vingança que tinha como objetivo arruinar os seus inimigos. Hábil e profundo conhecedor da natureza humana, e sempre fazendo reflexões sobre a humanidade, Iago sabia que, de todos os tormentos que afligem a alma, o ciúme é o mais intolerável e incontrolável.
Ele sabia que Cássio, entre os amigos de Otelo, era o que mais possuía a confiança do general. Sabia também que devido a sua beleza e eloquência, qualidades que agradam às mulheres, ele era exatamente o tipo de homem capaz de despertar o ciúme de um homem de idade avançada, como era Otelo, casado com uma jovem e bela mulher. Por isso, começou a realizar seu plano.
Sob pretexto de lealdade e estima ao general, Iago induziu Cássio, responsável por manter a ordem e a paz, a se embriagar e envolver-se em uma briga com Rodrigo, durante uma festa que os habitantes da ilha ofereceram a Otelo. Quando o mouro soube do acontecido, destituiu Cássio de seu posto. Nessa mesma noite, Iago começou a jogar Cássio contra Otelo. Ele falava, dissimulando um certo repúdio a atitude do general, que a sua decisão tinha sido muito dura e que Cassio deveria pedir a Desdêmona que convencesse Otelo a devolver-lhe o posto de tenente. Cássio, abalado emocionalmente, não se deu conta do plano traçado por Iago e aceitou a sugestão.
Dando continuidade a seu plano, Iago insinuou a Otelo que Cássio e sua esposa poderiam estar tendo um caso. Esse plano foi tão bem traçado que Otelo começou a desconfiar de Desdêmona.
Iago sabia que o Mouro havia presenteado sua mulher com um velho lenço de linho bordado com morangos, o qual tinha herdado de sua mãe. Iago induz Emília, sua esposa, a roubar o lenço de Desdêmona e diz a Otelo que sua mulher havia presenteado o seu amante com ele. Otelo, já enciumado, pergunta a sua esposa sobre o lenço e ela, ignorando que o lenço estava com Iago, não soube explicar o desaparecimento do mesmo. Nesse meio tempo, Iago colocou o lenço dentro do quarto de Cassio para que ele o encontrasse.

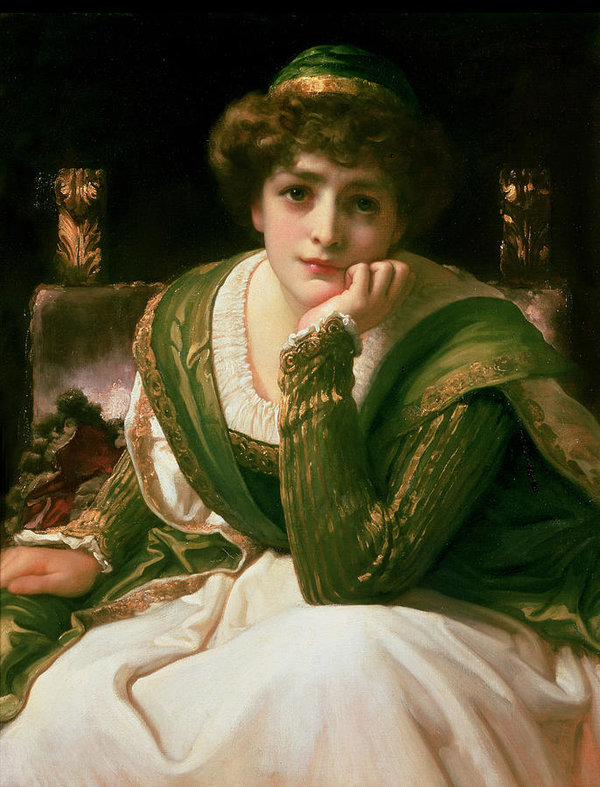
Desdemona por Frederic Leighton.

Depois, Iago fez com que o Mouro se escondesse e ouvisse uma conversa sua com Cassio. Eles falaram sobre Bianca, meretriz amante de Cassio, mas como Otelo só ouviu partes da conversa, ficou com a impressão de que eles estavam falando a respeito de Desdêmona. Um pouco depois Bianca chegou e Cassio deu a ela o lenço que encontrara em seu quarto para que ela providenciasse uma cópia. As consequências disso foram terríveis: primeiro Iago, jurando lealdade a seu general, disse que, para vingá-lo, mataria Cassio, mas sua real intenção era matar Rodrigo e Cassio simultaneamente porque eles poderiam estragar seus planos. No entanto, isso não ocorreu conforme suas intenções: Rodrigo acaba morrendo e Cassio ferido com uma perna mutilada.
Depois Otelo, totalmente descontrolado, foi a procura de sua esposa acreditando que ela o havia traído e a asfixia em seu quarto. Após isso, Emília, esposa de Iago, sabendo que sua senhora fora assassinada, revelou a Otelo, Ludovico (parente de Brabantio) e Montano (governador de Chipre antes de Otelo) que tudo isso foi tramado por seu marido e que Desdêmona jamais fora infiel.
Iago então mata Emília e foge, mas logo é capturado. Otelo, desesperado ao saber que matara sua amada esposa injustamente, apunhalou-se, caindo sobre o corpo de sua mulher e morreu beijando a quem tanto amara.
Ao finalizar a tragédia Cassio passou a ocupar o lugar de Otelo, Iago foi entregue às autoridades para ser julgado e Graciano, uma vez que seu irmão Brabantio morrera, ficou com os bens do mouro.

## Traduções e edições brasileiras
Abaixo, uma lista cronológica das traduções brasileiras de Otelo. A lista possivelmente ainda mais atualizada pode ser visualizada na página oficial da Fundação Biblioteca Nacional.
- Tradução de Carlos Alberto Nunes: Otelo, o mouro de Veneza, prosa e decassílabos heróicos:
  - Melhoramentos, 1956;
  - Ediouro, s/d (em Shakespeare – Teatro Completo em 3 vol. “Tragédias”);
  - Agir, 2008 (em William Shakespeare – Teatro Completo em 3 vol. “Tragédias”).

- Tradução de Onestaldo de Pennafort: Otelo, prosa e versos decassílabos:
  - Civilização Brasileira, 1956;
  - Relume Dumará, 1995 (edição bilíngue).

- Tradução de F. C. Cunha Medeiros e Oscar Mendes: Otelo, o mouro de Veneza, prosa:
  - José Aguilar, 1969 (em William Shakespeare – Obra Completa, volume I “Tragédias”);
  - Victor Civita, 1978 (edição com Romeu e Julieta, Macbeth, Hamlet, príncipe da Dinamarca e Otelo, o mouro de Veneza);
  - Nova Aguilar, 1989 e 1995 (em William Shakespeare – Obra Completa, volume I “Tragédias”).

- Tradução de Péricles Eugênio da Silva Ramos, Otelo, prosa e verso (predominando os decassílabos, com dodecassílabos ocasionais), Círculo do Livro, 1985.

- Tradução de Barbara Heliodora: Otelo, prosa e versos decassílabos:
  - Lacerda, 1999;
  - Nova Aguilar, 2006 (edição revista em William Shakespeare – Teatro Completo, Vol. 1 – “Tragédias e Comédias sombrias”);

- Tradução de Beatriz Viégas-Faria: Otelo, prosa:
  - L&PM Pocket, 1999;
  - L&PM Pocket, 2007 (Caixa especial Shakespeare com Hamlet, O Rei Lear, A Megera Domada, em tradução de Millôr Fernandes; Romeu e Julieta, Otelo e Macbeth, em tradução de Beatriz Viégas-Faria; e Shakespeare de A a Z – Livro das citações, em tradução de Carlos Alberto Nunes);
  - L&PM Editores, 2008 (em Shakespeare – Obras Escolhidas, com A Megera Domada, Hamlet, O Rei Lear, em tradução de Millôr Fernandes; Sonho de uma noite de verão, O Mercador de Veneza, Muito Barulho por Nada, A Tempestade, Ricardo III, Romeu e Julieta, Júlio César, Otelo e Macbeth, em tradução de Beatriz Viégas-Faria).

- Tradução de Jean Melville: Otelo, o mouro de Veneza, prosa, Martin Claret, 2003.

- Tradução de Marilise Rezende Bertin: A tragédia de Otelo, o mouro de Veneza, prosa, Martin Claret, 2014.

- Tradução de Elvio Funck: Otelo, prosa, Movimento/EDUNISC, 2015 (edição bilíngue, tradução interlinear).

- Tradução de Lawrence Flores Pereira: Otelo, prosa e versos dodecassílabos, Penguin-Companhia das Letras, 2017.